# Maruja Roig
María del Pilar Lucía Roig Santés, conocida artísticamente como Maruja Roig, (San Salvador, 13 de diciembre de 1908 - Buenos Aires, 2 de diciembre de 1983) fue una actriz argentina de origen salvadoreño. Hija del actor Vicente Roig y Amalia Santés, a su vez hija de la gran actriz española María Díez de Santés, casada con Fernando Santés. Fue una actriz de radio, teatro, cine y televisión que desarrolló su actividad entre los años 20 hasta fines de los 60 del siglo pasado. Fue la compañera del músico y director de orquesta Antonio Scatasso con quien tuvo su única hija, doña Amalia del Carmen Scatasso Roig (16 de julio de 1926), viuda de Mario Gilberto Hervida. Maruja Roig falleció, a los 75 años, el 2 de diciembre de 1983 en la Capital Federal de la República Argentina tras larga y dolorosa enfermedad.

## Carrera profesional
En 1942 actuó con la Compañía de Teatro Criollo Maruja Roig-Nelly Omar en el Teatro Solís de Montevideo.
A mediados de la década de 1940 se incorporó como primera actriz a la Compañía Argentina de Espectáculos Cómicos Pepe Ratti dirigida por este último actor, que alternaba sus presentaciones en Buenos Aires con giras por el interior del país. Integraban la compañía, entre otros actores, Pedro Bibe, Agustín Castro Miranda, Miguel Cossa, Lucio Deval, Leonor Fernández y Teresa Puente.  
En 1947 presentaron en la ciudad de Córdoba El caballero Alegría, de Carlos P. Cabral y Viejo verde, de Sixto Pondal Ríos y Carlos Olivari; en la ciudad de San Juan interpretando la pieza ¡Tiburón!  de Tito Insausti y Arnaldo Malfatti, El caballero Alegría y La mujer del otro, de S. Howard; en San Miguel de Tucumán donde presentaron Chacarero criollo, de Alejandro Berruti y en el Teatro Municipal de Río Cuarto, donde representaron El caballero Alegría, El fabricante de millones, de Eduardo Pappo, La mujer del otro y ¡Tiburón! .
Debutó en el cine en 1926 en el filme mudo El idiota y se inició en el sonoro en 1947 en las películas Santos Vega vuelve y El misterioso tío Silas. En el cine cumplió papeles de apoyo, salvo en El alma de los niños (1951) que protagonizó junto a Julio Norberto Esbrez y Carlos Perelli, dirigidos por Carlos Borcosque.
Maruja Roig participó además en telenovelas como Una vida para amarte con Gabriela Gili y Sebastián Vilar y Otra vez ayer, con Juan José Camero entre otros.

## Filmografía
Actriz
- El novicio rebelde   (1968)…Sofía
- ...Y el demonio creó a los hombres   (1960)
- Somos todos inquilinos   (1954)
- Crisol de hombres   (1954)
- El alma de los niños   (1951)
- Fangio, el demonio de las pistas   (1950)
- La cuna vacía   (1949)
- Recuerdos de un ángel   (1948)
- Corrientes... calle de ensueños!    (1948)
- Rodríguez supernumerario   (1948)
- Santos Vega vuelve   (1947)
- El misterioso tío Silas   (1947) …Lucía
- Divina justicia   (1928)
- El idiota   (1926)